# Semmenstedt
Semmenstedt település Németországban, azon belül Alsó-Szászország tartományban. Lakosainak száma 635 fő (2015. december 31.).

## Népesség
A település népességének változása:

| 2015 | 635 |